# Married Life
Pour plus de détails, voir Fiche technique et Distribution.
Married Life (Pour le meilleur et pour le pire au Québec) est un film américano-canadien d'Ira Sachs, sorti en salles en 2007.

## Synopsis
Après des années d'une vie de couple heureuse et tranquille, Harry Allen décide de tuer sa femme Pat, car il va la quitter et est tombé amoureux de la charmante Kay, mais préfère la voir morte plutôt que de la rendre malheureuse. Mais Richard, son meilleur ami, espère lui aussi la conquérir...

## Fiche technique
- Titre : Married Life

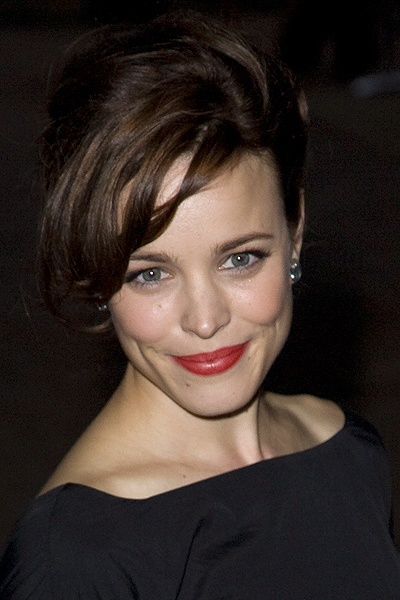
L'actrice principale Rachel McAdams à la première du film au TIFF 2007.

- Titre québécois : Pour le meilleur et pour le pire
- Réalisation : Ira Sachs
- Scénario : Ira Sachs et Oren Moverman, d'après le roman Cinq tours jusqu’au paradis (Five Roundabouts to Heaven ou The Tender Poisoner) de John Bingham
- Producteurs : Steve Golin, Sidney Kimmel, Jawal Nga et Ira Sachs
- Producteurs exécutifs : William Horberg, Matt Littin, Alix Madigan, David Nicksay, Adam Shulman, Geoff Stier et Bruce Toll
- Musique : Dickon Hinchliffe
- Directeur de la photographie : Peter Deming
- Montage : Affonso Gonçalves
- Distribution des rôles : Avy Kaufman
- Création des décors : Hugo Luczyc-Wyhowski
- Direction artistique : Gwendolyn Margetson
- Décorateur de plateau : Carol Lavallee
- Création des costumes : Michael Dennison
- Pays :  États-Unis,  Canada
- Distribution : Sony Pictures Classics
- Genre : Comédie dramatique
- Durée : 90 minutes
- Budget : 12 millions de dollars
- Box-office  États-Unis : 1 507 990 dollars[2]
- Box-office  France : 16 094 entrées[3]
- Box-office  Mondial : 2 888 315 dollars[2]
- Dates de sortie en salles : 
  -  États-Unis : 7 mars 2008
  -  France : 24 septembre 2008

## Distribution
Légende : VF = Version Française et VQ = Version Québécoise
- Chris Cooper (VF : Bernard Alane et VQ : Jacques Lavallée) : Harry Allen
- Pierce Brosnan (VF : Emmanuel Jacomy et VQ : Daniel Picard) : Richard Langley
- Patricia Clarkson (VF : Frédérique Tirmont et VQ : Anne Caron) : Pat Allen
- Rachel McAdams (VF : Karine Foviau et VQ : Geneviève Désilets) : Kay Nesbitt
- David Richmond-Peck (VQ : Tristan Harvey) : Tom
- Timothy Webber (VF : Philippe Catoire et VQ : Jean-Marie Moncelet) : Alvin Walters
- David Wenham (VF : Thierry Ragueneau et VQ : Gilbert Lachance) : John O'Brien